# Mont Ormel
Der Mont Ormel [mɔ͂ ɔʀmɛl] ist eine 262 Meter hohe Geländeerhebung fünf Kilometer östlich der Gemeinde Trun in der Normandie. Der Hügel war im Zweiten Weltkrieg ein wichtiger Kommandoposten für die deutschen und alliierten Landstreitkräfte während des alliierten Vormarsches auf das Deutsche Reich im August 1944 und wurde aufgrund seiner Höhe als Hügel 262 bezeichnet. Die erhöhte Position ermöglicht eine ausgezeichnete Aussicht auf die umliegende Gegend um die Gemeinden Chambois und Vimoutiers. Nach der Operation Cobra (25. Juli bis 4. August 1944) war der Hügel 262 eine Schlüsselposition bei der Umzingelung der deutschen 7. Armee im Kessel von Falaise.

## Zusammenfassung
Der ursprünglich von deutscher Seite gehaltene Hügel wurde am 19. August 1944 von der 1. polnischen Panzerdivision unter Leitung von General Stanisław Maczek erobert. Der deutsche Generalfeldmarschall Walter Model war sich der strategischen Bedeutung dieser Position bewusst, um den Kessel von Falaise offen zu halten und der deutschen 7. Armee den Rückzug in östliche Richtung zu ermöglichen. Am Morgen des 20. August befahl er zwei SS-Panzerdivisionen den Angriff auf polnische Einheiten am Hügel. Trotz energischem polnischen Widerstand und Artilleriesperrfeuer errangen die deutschen Soldaten einen Geländegewinn und hielten einen Korridor, über den deutsche Einheiten abziehen konnten. Während des 20. August führten die energischen deutschen Angriffe zu erheblichen Verlusten unter den polnischen Einheiten, die aber trotz der Erschöpfung und einem zunehmenden Mangel an Munition nicht kapitulierten. Am 21. August führte die Wehrmacht die schwächer werdenden Angriffe bis zum Sonnenuntergang fort. Die polnischen Truppen verteidigten ihre Stellungen, bis die verbliebenen Einheiten der Waffen-SS den Kampf nicht mehr fortsetzen konnten, so dass der Kessel von Falaise am Abend des 21. August um die Reste der 7. Armee geschlossen werden konnte.

## Ausgangslage

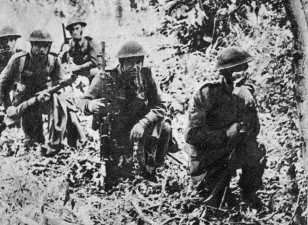
Polnische Einheiten auf dem Vormarsch zum Hügel 262

Mit der Operation Neptune hatten sich die Alliierten bis zum 30. Juni 1944 einen Brückenkopf in der Normandie gesichert. Nach dem fehlgeschlagenen deutschen Gegenangriff brachen die US-amerikanischen Streitkräfte im Juli 1944 offensiv aus dem Brückenkopf aus. Die Stadt Falaise wurde ein zentrales strategisches Ziel der Alliierten, da deren Eroberung die Heeresgruppe B von Generalfeldmarschall Günther von Kluge abschneiden würde. Für die Einnahme von Falaise planten General Henry Crerar und Generalleutnant Guy Simonds eine anglo-kanadische Offensive unter dem Namen Operation Totalize. Trotz vorangegangener Bemühungen bei Verrières Ridge und Cinthaux, stockte die Offensive am 9. August aufgrund starker deutscher Gegenangriffe.
Am 14. August starteten kanadischen Einheiten die Operation Tractable, eine umfangreich angelegte Offensive gegen die Stadt Falaise, welche am 17. August eingenommen wurde. Hügel 262, welcher sich 30 km östlich der Stadt befindet, wurde zu einer entscheidungsrelevanten Position um den Kessel um die deutschen Einheiten zu schließen.
Zwischenzeitlich hatte sich die 1. polnische Panzerdivision in vier Kampfgruppen aufgeteilt, um schnell Stellungen und Verteidigungsanlagen im Norden von Chambois säubern zu können. Am 19. August rückten zwei Kampfgruppen gegen den Hügel 262 vor, während sich die anderen beiden mit US-amerikanischen Einheiten in Chambois vereinigten.

## Kampfhandlungen

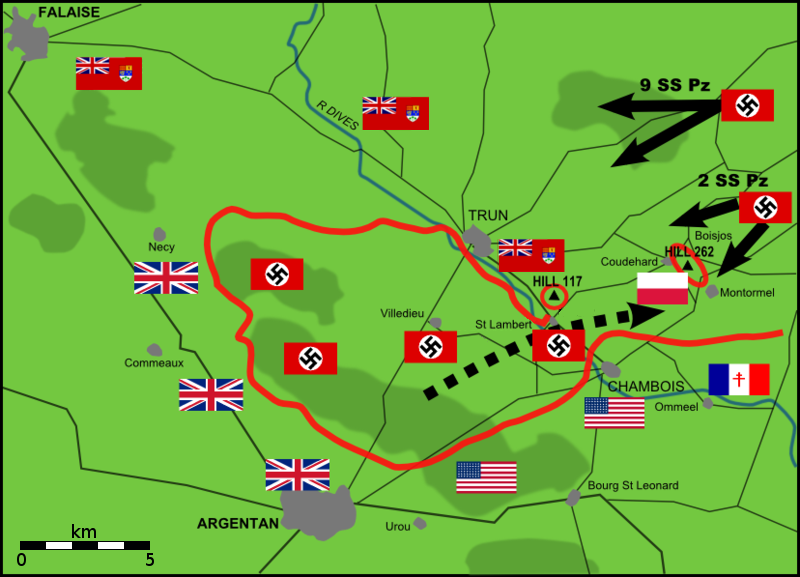
Deutscher Gegenangriff gegen die kanadisch-polnischen Stellungen am 20. August 1944

Kämpfe am Mont Ormel

Am Abend des 19. August vernichteten zwei polnische Kampfgruppen die deutsche Infanteriekompanie und sicherten den Hügel 262. Währenddessen verstärkte die 4. kanadische motorisierte Division, welche die Gemeinden Trun und Les Champeaux am Vortag eingenommen hatten, die polnischen Einheiten und sicherten Chambois am Abend. In der darauffolgenden Nacht verschanzten sich die polnischen Einheiten entlang der südlichen, südwestlichen und nordöstlichen Flanke von Hügel 262. Feldmarschall Model war sich der Bedeutung von Hügel 262 für den Abzug der 7. Armee bewusst und befahl Teilen der 2. SS-Panzer-Division „Das Reich“ und 9. SS-Panzer-Division „Hohenstaufen“ am Morgen des 20. August den Angriff auf Hügel 262 aus östlicher Richtung. Direkt südwestlich von Mont-Ormel rückten deutsche Einheiten entlang auf einer Strecke, die später der „Korridor des Todes“ genannt wurde, aus dem Kessel aus. Gegen Abend konnten Einheiten der 10. SS, 12. SS und 116. Panzer-Division durch die geschwächten polnischen Positionen durchbrechen. Zur selben Zeit verhinderte die 9. SS Panzer-Division, dass kanadischen Einheiten die polnischen unterstützen konnte. Im Ergebnis konnten ungefähr 10.000 deutsche Soldaten durch den Korridor dem Kessel entkommen.
Zwischenzeitlich griff die 3. Fallschirmjäger-Division zusammen mit einem Regiment der 1. SS-Panzer-Division Leibstandarte SS Adolf Hitler den Hügel 262 aus dem Kessel von Falaise heraus an. Der Angriff wurde von polnischer Artillerie zurückgeschlagen, welche die anrückende deutsche Infanterie und Geschütze in der Nähe ihrer Positionen zerstörte. Obwohl einige Stellungen überrannt wurden, konnten die polnischen Einheiten die höher gelegten Positionen auf Mont Ormel halten und von dort die Artillerie gegen die aus dem Kessel abziehenden deutschen Einheiten koordinieren.
Irritiert durch die Widerstandsfähigkeit dieser Einheit, die den deutschen Soldaten große Verluste zufügten, befahl der Befehlshaber der 7. Armee, Oberstgruppenführer Paul Hausser, die Stellung „auszulöschen“. Obwohl der massive Angriff durch die 352. Infanterie-Division und Einheiten der 2. SS-Panzer-Division große Verluste unter dem 8. und 9. Bataillon der 1. polnischen Panzerdivision forderte, konnte der deutsche Angriff zurückgeschlagen werden. Die polnischen Einheiten verbrauchten während der vorangegangenen Kampfhandlungen einen Großteil ihrer Munition, was sie in eine prekäre Situation brachte.
Schon bald waren die erschöpften polnischen Einheiten wegen ausgehender Munitionsvorräte gezwungen, den Abzug der Überreste des deutschen Panzerkorps aus dem Kessel teilnahmslos zu verfolgen. Nach der Heftigkeit der vorangegangenen Gefechte während des Tages erwarteten sowohl die deutschen wie polnischen Einheiten die anbrechende Nacht, in welcher nur sporadisch gekämpft wurde, da beiden Seiten einen direkten Feindkontakt mieden. Vereinzelte polnische Artillerieschläge behinderten die deutschen Abzugsbemühungen. Der Befehlshaber der polnischen Kampfgruppe war skeptisch bezüglich seiner Chancen zu Überleben und verkündete:

“Gentlemen. Everything is lost. I do not believe [the] Canadians will manage to help us. We have only 110 men left, with 50 rounds per gun and 5 rounds per tank… Fight to the end! To surrender to the SS is senseless, you know it well. Gentlemen! Good luck – tonight, we will die for Poland and civilization. We will fight to the last platoon, to the last tank, then to the last man.”

„Gentlemen. Alles ist verloren. Ich glaube nicht, dass die Kanadier es schaffen werden uns zu helfen. Wir haben lediglich 110 Männer übrig, mit 50 Schuss pro Gewehr und 5 Schuss pro Panzer… Kämpft bis zum Ende! Sich der SS zu ergeben ist nutzlos, ihr wisst das gut. Gentlemen! Viel Glück – heute Nacht werden wir für Polen und die Zivilisation sterben. Wir werden kämpfen bis zum letzten Platoon, zum letzten Panzer und dann bis zum letzten Mann.“

Die deutschen Angriffe auf den Hügel hielten bis zum Morgen des 21. August an. Obwohl diese weniger koordiniert waren als am Vortrag, erreichten die Angriffe auch die letzten Verteidiger am Mont-Ormel. Als die verbleibenden polnischen Einheiten nur ungenügend den Angriff abwehren können, sind deren Panzer gezwungen, ihre letzte Munition abzufeuern. Gegen 12:00 starten die verbleibenden SS Einheiten einen letzten Sturmangriff auf die Stellungen des 9. Bataillons, doch wird dieser aus kurzer Distanz zurückgeschlagen. Weitere Angriffe folgen nicht. Die zwei polnischen Kampfgruppen überstanden die dreitägigen deutschen Angriffe, obwohl sie vollständig von deutschen Truppen umgeben waren. Nach einer Stunde erreichen kanadische Grenadiere die Überreste von Stefanowicz Einheit.

## Auswirkung

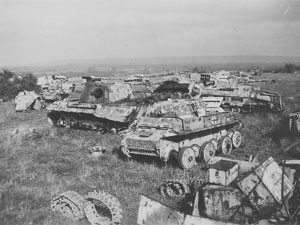
Zerstörte deutsche Panzer in der Nähe von Mont Ormel

Am Abend des 21. August schließt sich wegen des polnischen Sieges am Hügel 262 der Kessel von Falaise. Panzer der 4. kanadischen Division vereinten sich mit polnischen Einheiten bei Coudehard, während die kanadische 3. und 4. Infanteriedivision Saint-Lambert und die nördliche Passage nach Chambois sichert.
Bei den Kämpfen um Hügel 262 wurden von der 1. polnische Panzerdivision 325 Mann getötet, 1002 verwundet und 114 vermisst, etwa 20 % der verbliebenen Kampfstärke. Obwohl möglicherweise an die 100.000 deutsche Soldaten, darunter auch viele Verwundete, der Rückzug aus dem Kessel gelang, musste die Wehrmacht zwischen 40.000 und 50.000 Soldaten und 10.000 Tote im Kessel zurücklassen.